# Дурнов, Александр Трофимович
Александр Трофимович Дурнов (30.8.1807 — 1865) — русский архитектор, академик Императорской Академии художеств.

## Биография
Сын академика исторической живописи, брат художника И. Т. Дурнова и художницы М. Т. Дурновой. Воспитанник Императорской Академии художеств (с 1819). Получил медали Академии художеств: малая серебряная (1825 и 1827), большая серебряная медаль (1828 и 1829), большая золотая медаль (1830) за проект «величественного храма с инвалидными домами и торжественным памятником». Выпущен из Академии с аттестатом 1-й степени и шпагой (1830) и оставлен при Академии художеств пенсионером (до 1834). Пенсионер Академии художеств за границей (1834—1840). Избран в академики (1839) за «Проект реставрации терм Каракаллы».
В 1842 назначен архитектором в Московскую комиссию для строений, ведал Сущёвской, Пресненской и Хамовнической частями. В 1844 переведен в IV ОПСиПЗ, в 1845 уволен по болезни. Преподавал в Московском училище живописи и ваяния (1844—1852).
Среди работ — проект храма с инвалидными домами и памятником (1830), проект реставрации терм Каракаллы (1839).